# بلو بن
بلو بن (به انگلیسی: Blue Ben) یک اژدهای افسانه‌ای از کیلوِه (دهکده‌ای در سامرست غربی، انگلستان) است. این نام در برخی مواقع به فسیل جمجمه‌ یک ایکتیوسور که در موزه محلی نگه‌داری می‌شود گفته می‌شود. همچنین دماغه‌ای تقریبا ۱ کیلومتری در نزدیکی Quantoxhead شرقی تا کیلوه وجود دارد که به آن بیگ بن می‌گویند.

## افسانه
داستان‌های مختلفی در مورد بلو بن وجود دارد. معمولاً بلو بن در غارهای شیل در امتداد ساحل سامرست زندگی می‌کند و در آب‌های مجاور مرتب حمام می‌کند تا پس از تنفس آتش خود را خنک کند. برای جلوگیری از گیر افتادن در زمین های گلی گسترده بین آب و لانه خود، گذرگاه سنگ آهکی را در این منطقه ساخته است که گذری امن برای او فراهم کرده است.
شیطان که مدتی بلو بن را تماشا کرده بود، تصمیم گرفت او را برای استفاده به عنوان یک کوه دستگیر کند. شیطان بی‌رحمانه از میان آتش جهن سوار اژدها شد تا اینکه اژدها فرار کرد. بلو بن با عجله برای بازگشت به محل امن لانه خود، این اشتباه را مرتکب شد و از میان سطوح گِلی عبور کرد. او در گل و لای گیر کرد و در آن فرو رفت. نسخه دیگر داستان می‌گوید که او در داخل کشور زندگی می‌کرد اما برای خنک‌شدن به کیلوه مهاجرت کرد.

## جمجمه
در اوایل قرن نوزدهم، سازند شیل بلو لایاس (در جنوب غربی انگلستان) در نزدیکی کیلوِه کشف شد. طی این استخراج، جمجمه فسیل‌شده‌ٔ یک ایکتیوسور کشف شد که گفته شد بقایای بلو بن است. این جمجمه اکنون در موزه ولز و مندیپ در ولز، سامرست،  یا موزه سامرست در تاونتون به نمایش گذاشته شده است.